# 酒井裕唯
酒井 裕唯（さかい ゆい、1987年12月7日 - ）は、日本のショートトラックスピードスケート選手。

## 人物
長野県出身。姉の影響で3歳のときにスケートを始め、ショートトラックは小学校4年より始める。長野県岡谷東高等学校在学中の2005年にスピードスケート・ショートトラックのワールドカップ（W杯）に初出場。高校卒業後は早稲田大学に進学し、2010年、バンクーバーオリンピックの500mと3000mリレーに出場し、500mは予選で敗退して17位、3000mリレーでは7位。大学卒業後は岐阜クラブに所属していた。
2011年2月1日、カザフスタンで行われたアジア冬季競技大会の女子500mで銅メダルを獲得。2月20日、W杯ドイツ・ドレスデン大会女子1000mで2位となり、初めてW杯個人種目の表彰台に登壇。
2011年10月22日に行われた2011-12シーズンW杯第1戦・アメリカ・ソルトレークシティー大会女子1000mにて初優勝を達成。W杯女子個人種目での日本人選手の優勝は史上初。さらに12月3日に行われた名古屋大会女子1000mで2勝目を挙げた。
その後、12月11日の上海大会と2012年2月4日のモスクワ大会の女子1000mで3位に入り、2月12日の最終戦終了を以って女子1000m個人総合優勝が決定した。日本人選手のW杯種目別個人総合優勝は史上初である。
2013年より日本再生推進機構所属となり、2014年のソチオリンピックでは500m、1000m、1500m、3000mリレーに出場し、500mは予選敗退（22位）、1000mは準々決勝敗退（13位）、1500mは予選敗退（27位）、3000mリレーで5位入賞となった。2018年平昌オリンピックは代表入りできず、その後引退。障害者の就労支援を行う「ゼネラルパートナーズ」で障害者アスリートのキャリアアドバイザーを務める。

## 脚註
1. ↑  【世界氷準】スケート部スピード部門ショートトラック・酒井裕唯 早稲田スポーツ
2. ↑  【アジア冬季大会】2月1日、日本代表選手団は金メダル1、銀メダル2、銅メダル5を獲得 日本オリンピック委員会 2011年2月2日
3. ↑  酒井が初優勝 ショートトラックＷ杯 日本スケート連盟 2011年10月23日
4. ↑  “女子1000メートルで酒井2勝目 W杯名古屋大会”. 産経新聞. (2011年12月3日).  オリジナルの2012年2月15日時点におけるアーカイブ。 2011年12月3日閲覧。
5. ↑  酒井が1000メートル総合V ショートW杯、日本勢初 日本スケート連盟 2012年2月13日付
6. ↑  “ショート女子の酒井引退　日本勢初のＷ杯総合優勝 - SANSPO.COM（サンスポ）”. www.sanspo.com. 2022年2月1日閲覧。